# Cyrturella orientalis
Cyrturella orientalis är en tvåvingeart som beskrevs av Jennifer L. Hollis 1964. Cyrturella orientalis ingår i släktet Cyrturella och familjen styltflugor. Inga underarter finns listade i Catalogue of Life.